# Hugh Jackman
Hugh Michael Jackman (Sydney, 12 oktober 1968) is een Australische film- en theateracteur. Hij is vooral bekend voor zijn rol als Wolverine in X-Men en de vervolgen daarop. Andere projecten in de VS zijn Swordfish (waarvoor hij moest leren stuntrijden), Van Helsing en Kate & Leopold (voor deze rol werd hij in 2001 genomineerd voor een Golden Globe Award voor beste acteur). Veel lof oogstte Jackman ook met het grote Australische filmepos Australia (2008), waarin hij naast Nicole Kidman de veedrijver Drover speelt. Jackman presenteerde op 22 februari 2009 de 81e editie van de Academy Awards. In 2017 manifesteerde hij zich tevens als zanger in de film The Greatest Showman. Met de muziek uit onder meer die film ging hij in 2019 op wereldtournee onder de titel The Man. The Music. The Show, waarvoor tot juni 2019 bijna 300.000 kaarten werden verkocht in Europa. Hij trad onder meer op in Amsterdam en Antwerpen.

## Biografie
Hugh Jackman werd in Sydney geboren als jongste van vijf kinderen van anglicaanse Engelse ouders. Zijn moeder verliet de familie en ging terug naar Engeland toen hij acht jaar was. Jackman bleef met de andere kinderen bij zijn vader. Hij ging naar de Knox Grammar School in Wahroonga en hij studeerde af aan de University of Technology Sydney, met een bachelorgraad in Communicatiewetenschap. Daarna studeerde hij aan de Western Australian Academy of Performing Arts in Perth en kreeg zijn diploma in 1994.
Hij begon zijn carrière op televisie in de serie The Man From Snowy River (kortweg Snowy River) waarin hij Duncan Jones speelde. Na op televisie speelde hij ook in het theater. Hij speelde Gaston in de Melbourne-productie van Belle en het Beest. Hij kreeg een Variety Club-award en een Green Room Award voor beste mannelijke rol in een musical voor zijn vertolking van Joe Gillis in Sunset Boulevard.
Hij trouwde met Deborra-Lee Furness in 1996. De twee ontmoetten elkaar tijdens de opnames voor het Australische televisieprogramma Corelli. Jackman speelde een boze gevangene die verliefd werd op zijn begeleider, gespeeld door Furness. Het koppel heeft twee geadopteerde kinderen.
In 1998 werd hij genomineerd voor een Olivier Award voor zijn rol van Curly McLain in Oklahoma!. Met deze musical werd Hugh buiten Australië bekend want hij werd in de West End in Londen opgevoerd.
In zijn eerste filmrol in 1999 speelde hij een vrachtwagenchauffeur die romanschrijver werd in Paperback Hero. In datzelfde jaar werd hij genomineerd voor een Australian Film Institute Award voor Beste Acteur voor zijn rol van Wace in Erskineville Kings.
In 2000 verving hij Dougray Scott in de film X-Men. Aangezien Jackman groter is dan zijn personage, Wolverine, moesten de meeste scènes wat van bovenaf gefilmd worden om hem kleiner te doen lijken dan hij werkelijk is. Desondanks werd hij geprezen voor zijn rol en het succes van de film maakte van hem onmiddellijk een beroemdheid.
In 2004 won hij een Tony Award voor zijn vertolking van Peter Allen in de musical The Boy from Oz. Hij presenteerde de Tony Awards in 2003, 2004 en 2005. Voor zijn presentatie in 2004 van deze prijzenshow won hij een Emmy Award voor Outstanding Individual Performer in a Variety, Musical or Comedy Program in 2005. In 2006 speelde hij de hoofdrol in The Fountain, geregisseerd door Darren Aronfsky, naast Rachel Weisz en Ellen Burstyn.
In november 2008 werd Jackman door het Amerikaanse tijdschrift People uitgeroepen tot de meest sexy man van 2008.
In 2012 kreeg Jackman een ster op de Hollywood Walk of Fame.
Hij speelde in 2017 de rol van Phineas Taylor Barnum in de film The Greatest Showman. De film bleek een groot commercieel succes, met name dankzij de soundtrack. Het album - met daarop enkele nummers gezongen door Jackman - bereikte begin 2018 de top 10 van de Nederlandse Album Top 100. In Groot-Brittannië stond het album meer dan 20 weken op nummer 1, de langste notering voor een soundtrackalbum in 50 jaar.

## Trivia
- Jackman heeft sinds 2006 een eigen productiebedrijf: Seed Productions.